# Коллиер, Артур
Артур Кольер или Коллиер (англ. Arthur Collier; 1680—1732) — английский философ.
Раньше Джорджа Беркли пришёл к той же теории субъективного идеализма, отрицающей существование материи и чувственного мира. Его первое сочинение об этом предмете осталось ненапечатанным. Впоследствии он издал более обширное «Clavis universalis or a new inquiry after truth» («Clavis Universalis, или Новое исследование истины, являющееся доказательством несуществования и невозможности внешнего мира») (1713), немецкий перевод Eschenbach (1756). Некоторые другие сочинения Кольера опубликовал Samuel Parr: «Metaphysical tracts» (1837).

Говоря о предшественниках Беркли, нельзя не упомянуть об одном его современнике Артуре Коллье (Arthur Collier), ректоре из Лангфорда, который независимо от Беркли пришёл к одинаковым результатам. Сочинение Коллье "Clavis universalis”, вышедшее тремя годами позже «Трактата» Беркли, доказывает невозможность существования внешнего мира. Аргументы его весьма близки к аргументам Беркли, хотя исторически доказана независимость первого от последнего.— Смирнов А.И. Философия Беркли. Исторический и критический очерк. — Варшава, 1873. — С. 16.

В отличие от Беркли, Колиер не стремился выдать свою имматериалистическую доктрину за выражение позиции здравого смысла, а потому так и остался малоизвестным. Работы Колиера были написаны сухим, трудным для понимания языком, изобиловавшим схоластическими терминами, и значительно проигрывали ярким в стилистическом отношении работам Клойнского епископа.— Грязнов А.Ф. Философия Шотландской школы. М., 1979. — C. 57–58.